# Khaleda Zia
Khaleda Zia (bengali: খালেদা জিয়া), née le 15 août 1945, est une femme d'État bangladaise.
Veuve du président de la République assassiné Ziaur Rahman, elle est à la tête du Parti nationaliste du Bangladesh (BNP) depuis 1984. Elle est Premier ministre du Bangladesh de 1991 à 1996, puis de 2001 à 2006 ; elle est la première femme à occuper cette fonction.
En 2018, elle est condamnée pour corruption dans deux affaires judiciaires.

## Biographie

### Jeunesse et famille
Khaleda Zia est la fille d'Iskandar et Taiyaba Majumder. Elle est née le 15 août 1945 dans le district de Dinajpur (division de Rangpur), dans le nord-ouest du Bangladesh. Sa famille est originaire de Feni, un district du sud-est du pays. Elle étudie à la Dinajpur Government Girls High School puis au Surendranath College. En 1960, elle épouse Ziaur Rahman avec qui elle a deux fils, Tarique Rahman, né en 1965, et Arafat Rahman, né en 1969 et mort en 2015.

### Première dame
Son mari devient chef des forces armées et par conséquent doit assumer le pouvoir de Chef de l'administration de la Loi martiale selon une série de coups d'État militaire. Il tente de transformer en une administration civile en formant un parti nationaliste du Bangladesh et est démocratiquement élu président de la République.

### Carrière politique

#### Débuts
Le 30 mai 1981, son mari est assassiné et une tentative avortée de coup d'État militaire a lieu. Le vice-président, Abdus Sattar, assure finalement l'intérim de la présidence et siège en même temps au BNP. Khaleda Zia commence dans le même temps à s'intéresser à la vie politique alors qu'elle était en retrait quand son mari assumait des fonctions officielles.
En 1983, Abdus Sattar nomme Khaleda Zia comme vice-présidente du BNP. L'année suivante, après le retrait d'Abdus Sattar, le parti l'élit à la présidence.

#### Première ministre
Elle est Premier ministre du Bangladesh du 20 mars 1991 au 30 mars 1996 et du 10 octobre 2001 au 29 octobre 2006. Elle est la première femme à être à la tête du gouvernement du Bangladesh.

#### Dirigeante d'opposition
Son parti boycotte les élections législatives de 2014 en raison de mesures prises par la Première ministre Sheikh Hasina, sa grande rivale. Après sa condamnation du 30 octobre 2018, elle devrait être déclarée inéligible, la législation du Bangladesh prévoyant l'inéligibilité pour une personne ayant été condamnée à une peine d'emprisonnement de plus de deux ans

## Affaires judiciaires
Au début de l’année 2018, elle est poursuivie dans 37 affaires judiciaires pour des motifs allant de la corruption à la sédition. Ses partisans dénoncent une persécution politique.
Le 8 février 2018, elle est condamnée à cinq ans de prison pour corruption. Le tribunal l'ayant condamnée lui reproche de s’être appropriée 21 millions de takas (206 000 euros) d’un fonds destiné à un orphelinat, lorsqu’elle était au pouvoir entre 1991 et 1996. Son fils Tarique Rahman et plusieurs de ses assistants sont également condamnés. Libérée sous caution le 12 mars 2018, elle voit sa peine portée à 10 ans de prison le 30 octobre 2018 sur appel du parquet.
Elle est condamnée à une peine de sept ans de prison dans une affaire similaire le 29 octobre 2018. Elle est accusée de s'être appropriée 328 000 euros de dons destinés à l'une de ses associations.

## Libération
En 2024, après six ans de prison, Khaleda Zia est libérée en raison des manifestations qui pousseront la Première ministre du Bangladesh Sheikh Hasina à démissionner. Après sa libération, elle annonce qu'elle a l'intention de se présenter aux prochaines élections législatives bangladaises.

## Influence
En 2006, elle est classée comme la 33e femme la plus puissante au monde par le magazine Forbes.